# Juan de Mairena (sentencias, donaires, apuntes y recuerdos de un profesor apócrifo)
Juan de Mairena (sentencias, donaires, apuntes y recuerdos de un profesor apócrifo) es un libro en prosa de Antonio Machado, cuya primera edición apareció en 1936. Libro inclasificable, entre el "cuaderno de escritor", el "diario filosófico" y la «summa» de aforismos, reúne la colección de ensayos que Machado había publicado en la prensa madrileña desde 1934. A través de sus páginas, un imaginario profesor y sus alumnos analizan la sociedad, la cultura, el arte, la literatura, la política, la filosofía, planteados con una caprichosa variedad de tonos, desde la aparente frivolidad hasta la gravedad máxima, pasando por la sentencia, la paradoja, el adagio, la erudición, la introspección, la retórica como arte, el retruécano o el más fino y sutil humor.

## Publicación de la obra
«Juan de Mairena (sentencias, donaires, apuntes y recuerdos de un profesor apócrifo)» fue publicada por la editorial Espasa Calpe, como tal libro y con tal título, en el verano de 1936, en fecha que no se ha podido precisar.
En el frontispicio aparece la única imagen que se conoce del supuesto maestro; un retrato en sombra de tinta hecho para la ocasión por José Machado, hermano menor de Antonio. Al pie del dibujo se menciona que ese era su aspecto a los 33 años, o sea en 1898, y como corresponde a fecha tan dolorosamente noventaiochista, su rictus es dolorido y taciturno, aunque juvenil, con la mirada inclinada hacia abajo.
La edición de Espasa-Calpe recopiló, con muy pocas enmiendas, todos los artículos publicados en dos periódicos madrileños, Madrid Ilustrado y El Sol, con un último capítulo añadido, dedicado a la copla popular.

## Apócrifo

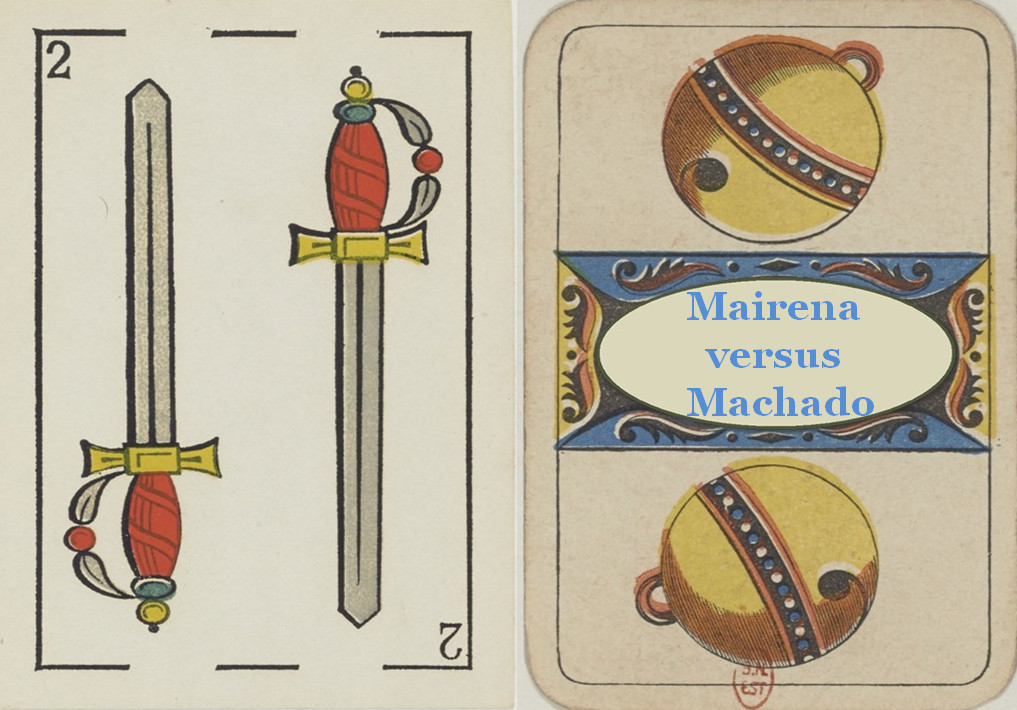
Mairena versus Machado

Firmado como obra apócrifa, aunque presentado por su supuesto creador, el propio Machado dejó explícita la razón esencial de un libro como este:

"Vivimos en un mundo esencialmente apócrifo, en un cosmos o poema de nuestro pensar, ordenado o construido todo él sobre supuestos indemostrables (...) Lo apócrifo de nuestro mundo se prueba por la existencia de la lógica (...) Y el hecho —digámoslo de pasada— de que nuestro mundo esté todo él cimentado sobre un supuesto que pudiera ser falso, es algo terrible, o consolador. Según se mire".
Antonio Machado / Juan de Mairena

## Censura en España
El libro, al igual que el resto de la producción en prosa de Antonio Machado, fue censurado en España por la dictadura franquista nada más terminar la Guerra Civil en 1939. Un informe censor redactado en 1947 todavía alertaba de su «espíritu antirreligioso e inmoral o amoral y contra el dogma católico y consecuentemente para nuestro orden social y político cristiano» y señalaba «a título informativo» 88 páginas susceptibles de vigilancia, aunque ya aparecían signos de aceptación de la obra machadiana por parte de destacados miembros del régimen y la Propaganda. Dada la carga política de oposición al franquismo contenida en diversos pasajes de Juan de Mairena, se omitieron sistemáticamente determinados pasajes y progresivamente fueron aireándose otros no comprometedores de la imagen de Machado como poeta «nuestro» diseñada por la naciente dictadura. Finalmente, la prohibición de la circulación de esta obra sería levantada en 1951 tras solicitar Espasa-Calpe la revisión del expediente censor, «estimando que han pasado las circunstancias que motivaron su prohibición», si bien la obra se autorizaba «con carácter de "tolerada"», esto es, «limitando la exhibición y publicidad de la misma».

## Ediciones
(siguen a continuación las principales ediciones del Juan de Mairena o de ediciones que lo contenían)
- Juan de Mairena (sentencias, donaires, apuntes y recuerdos de un profesor apócrifo), Madrid, Espasa-Calpe, 1936.
- Obras, México, Editorial Séneca, 1940.
- Juan de Mairena, Buenos Aires, losada, 1942, 1943, 1949, 1957, 1968, 1977.
- Abel Martín. Cancionero de Juan de Mairena. Prosas varias, Buenos Aires, losada, 1943, 1953, 1968.
- Prosas, La Habana, Consejo Nacional de Cultura, 1965. Y en Ed. Arte y Literatura, Instituto Cubano del Libro, 1975.
- Antonio Machado. Antología de su prosa, Madrid, Edicusa, 1970-72.
- Juan de Mairena, Madrid, Espasa-Calpe, 1973, 1976, 1982.
- Juan de Mairena 1936, Madrid, Castalia, 1978, 1983.
- Juan de Mairena. Sentencias, donaires, apuntes y recuerdos de un profesor apócrifo (1936) (edición de Pablo del Barco), Madrid, Alianza Editorial, 1981.
- Juan de Mairena (2 vol.), Madrid, Cátedra, 1986.
- Poesía y prosa (tomo IV, edición Oreste Macrí), Madrid, Espasa-Calpe, 1989.

## Traducciones
- Juan de Mairena, traduit de l'espagnol par Marguerite León, París, Gallimard, 1955.
- Juan de Mairena. Sentenzen, Spabe, Aufzeichnungen und Erinneungen eines apkryphen Lehres, trad. de Georg Rudolf Lind, Berlín y Frankfurt am Main, Suhrkamp Verlag, 1956.
- Juan de Mairena. Epigramas, Maxims, Memoranda and Memoirs of an Apokryphal Professor with and Appendis of Poems from "The Apokryphal Songbooks", trad. por Ben Belitt, Berkeley y Los Ángeles, University of California Press, 1963.
- Prose di Antonio Machado, introduzione di Oreste Macrí, trad. de Oreste Macrí, Milano, Lerici Editori, 1968.
- Antonio Machado Isbrannoe perebod s ispankogo, trad. de Pierebod B. Stolioba, Moscú, Judochestbennaia Literatura, 1975.
- Juan de Mairena, vertaald uit het spaans door M. Vanderzee, Uitgeverij IJzer, Holanda, 2014. Edición en holandés